# Monte Argentella
Il monte Argentella è una montagna situata sul confine tra Marche e Umbria, tra le province di Ascoli Piceno e Perugia, nel parco nazionale dei Monti Sibillini.

## Descrizione
La vetta di 2200 m s.l.m. si innalza lungo lo spartiacque principale costituito dal crinale che congiunge il Monte Vettore e il Monte Sibilla, e che divide i Piani di Castelluccio a ovest dalla valle di Pilato a est. Lungo questo crinale si innalzano anche il monte Palazzo Borghese e il Monte Porche a nord, e la Cima del Redentore a sud.
Il versante occidentale digrada verso i Piani di Castelluccio, dove le pendici del monte diventano declivi erbosi (Colle Albieri, Colle Abruzzago, Colli Alti e Bassi) delimitati a nord dal fosso Brecciaro e dalla macchia di San Lorenzo, e a sud dal Fosso delle Fonti. Al contrario, il versante orientale è costituito da ripidi pendii rocciosi che si gettano nella valle del Lago di Pilato, e più a nord nell'alta valle dell'Aso.
Il crinale sud del Monte Argentella scende ripido verso il valico di Forca Viola, che separa la montagna dalla Cima del Redentore.

### Paesi vicini
I paesi più vicini al monte Argentella sono Castelluccio di Norcia sul versante occidentale e Foce di Montemonaco sul versante orientale.

## Accesso alla vetta
Il monte Argentella è raggiungibile dal versante sud tramite il valico di Forca Viola (percorso 554), punto di incontro dei vari percorsi escursionistici che salgono dai Piani di Castelluccio (percorso 553), dalla Capanna Ghezzi (percorsi 555 e 558) e da Foce di Montemonaco (percorsi 151 e 153.
Il crinale nord si raggiunge con la vecchia Strada Imperiale che sale dai Piani di Castelluccio (percorsi 552 e 555, o tramite i sentieri provenienti dagli impianti sciistici di Monte Prata (percorso 261; oppure da Foce di Montemonaco, salendo verso il laghetto di Palazzo Borghese e il Pian delle Cavalle (percorso 154), o attraverso i Prati di Santa Maria.